# Университет Бордо
Название четырёх университетов во Франции. Вследствие майских волнений 1968 года указом премьер-министра Франции Эдгара Фора университет Бордо, как и многие французские университеты, разделён на более мелкие:
- Университет Бордо I
- Университет Бордо II Сегален
- Университет Бордо III имени Мишеля де Монтень
- Университет Бордо IV